# 알카노이드 콘트롤러

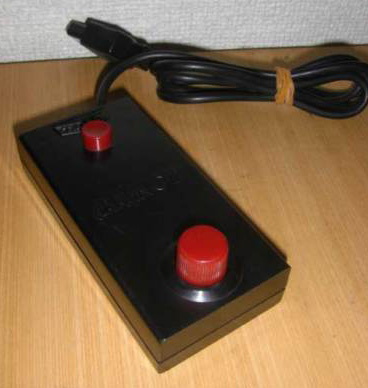
패미컴 버전 알카노이드 컨트롤러.

알카노이드 컨트롤러(Arkanoid) 또는 바우스(Vaus)는 패미컴의 아카노이드에서 필요한 부속 기기이다.
1986년 타이토에서 개발 및 출시한 블록 브레이커 아케이드 게임이다. 북미에서는 롬스타에서 출판했다. 바우스(Vaus)로 알려진 패들 모양의 우주선을 조종하는 플레이어는 공이 플레이 필드의 하단 가장자리를 떠나지 않도록 하면서 공을 방향으로 편향시켜 다채로운 블록의 형성을 지우는 임무를 맡는다. 일부 블록에는 바우스의 길이를 늘리거나, 여러 개의 추가 공을 만들거나, 바우스에 대포를 장착하는 등 다양한 효과가 있는 파워업이 포함되어 있다. 다른 블록은 파괴할 수 없거나 부수려면 여러 번 맞아야 할 수 있다.
타이토 디자이너 후지타 아키라와 츠지노 히로시가 만든 알카노이드는 아타리스 브레이크아웃(Atari's Breakout)에서 확립된 개념을 확장했다. 이 게임은 그 자체로 성공적인 게임으로 다른 제조업체의 유사한 클론 게임의 큰 물결을 만났다. 두 디자이너 팀이 블록 브레이커 게임을 완성하고 어느 쪽이 다른 쪽보다 우월한지 결정해야 하는 타이토 내 콘테스트의 일부였다. 영화 트론(Tron)은 게임의 미래적이고 네온적인 미학에 영감을 주었다. 레벨 디자인은 프로그래밍하기 전에 종이에 스케치하고 플레이하기에 재미있는지 확인하기 위해 테스트했다. 적과 파워업 디자인은 스프라이트 아트로 변환된 3D 모델이었다.
알카노이드의 초기 위치 테스트는 타이토의 초기 기대치를 뛰어넘었다. 아케이드에서 상업적으로 큰 성공을 거두었으며 1987년 일본에서 가장 높은 수익을 올린 테이블 아케이드 캐비닛이 되었고 미국에서는 올해 가장 높은 수익을 올린 변환 키트가 되었다. 이 게임은 게임 플레이, 단순성, 중독성 및 원래 브레이크아웃 개념에 대한 개선으로 비평가들로부터 칭찬을 받았다. 이 게임은 장르를 되살리고 많은 게임이 뒤따를 토대를 마련했다. 알카노이드는 코모도어 64, 슈퍼패미컴(NES), ZX 스펙트럼 및 (몇 년 후) 휴대폰을 포함한 많은 홈 비디오 게임 플랫폼으로 포팅되었으며 20년 동안 일련의 속편과 업데이트를 낳았다.

## 같이 보기
- 아카노이드
- 패밀리 컴퓨터
- 타이토